# کاستیلیونه مسر رایموندو
کاستیلیونه مسر رایموندو (به ایتالیایی: Castiglione Messer Raimondo) یک کومونه در ایتالیا است که در استان تیرامو واقع شده‌است.

## خصوصیات
کاستیلیونه مسر رایموندو ۳۰ کیلومترمربع مساحت و ۲٬۳۹۸ نفر جمعیت دارد و ۳۰۶ متر بالاتر از سطح دریا واقع شده‌است.